# Joan Segon
Joan Segon, també conegut com a Johannes Secundus, Janus Secundus Nicolai Hagiensis o Johan Nicolai Everaerts (La Haia, 15 de novembre 1511 – Tournai, 25 de setembre 1536) fou un poeta neollatí de nacionalitat neerlandesa. Son pare fou Nicolaas Everaerts, un conegut jurista amic d'Erasme.
Joan Segon fou un escriptor prolífic i en la seua curta vida produí nombres elegies, epigrames i odes. El seu treball més conegut, però, fou el Liber Basiorum (Llibre dels Petons, primera edició completa el 1541, traduït al català per Joan Montserrat i Archs el 1880), una col·lecció de dèneu poemes en diverses mètriques que exploren el tema del petó. Els 'Basia' són realment imitacions esteses de Gai Valeri Catul (especialment els poemes 5 i 7) i alguns de l'Antologia grega.